# Fibroblast
Un fibroblast este un tip de celulă care sintetizează matrixul extracelular și colagen, produce stroma țesuturilor animale și joacă un rol important în procesul de vindecare a leziunilor. Fibroblastele sunt printre cele mai comune tipuri de celule care alcătuiesc țesutul conjunctiv la animale.